# Зимогорье (Московская область)
Зимогорье — деревня в Пушкинском районе Московской области России, входит в состав городского поселения Зеленоградский. Население — 68 чел. (2010).

## География
Расположена на севере Московской области, в центральной части Пушкинского района, примерно в 10 км к северу от центра города Пушкино и 25 км от Московской кольцевой автодороги. К деревне приписано садоводческое товарищество.
В 1 км к востоку — линия Ярославского направления Московской железной дороги, в 3 км к востоку — М8 Ярославское шоссе, в 3 км к северу — А107 Московское малое кольцо. Ближайшие сельские населённые пункты — деревни Матюшино и Нагорное, ближайшая железнодорожная станция — платформа Зеленоградская.

## Транспорт
- автобус № 37 (пл. Зеленоградская — Ординово — Новое Гришино)[4].
- автобус № 46 (пл. Зеленоградская — Софрино-1)[5].
- 52 (ст. Пушкино — пл. Зеленоградская — Зимогорье — Митрополье — Софрино-1)[источник не указан 3689 дней]

## Население
| 1859 | 1890 | 1899 | 1926 | 2002 | 2006 | 2010 |
| ---- | ---- | ---- | ---- | ---- | ---- | ---- |
| 43   | ↘37  | ↗38  | ↗46  | →46  | ↗50  | ↗68  |

## История
В «Списке населённых мест» 1862 года Зимогорье (Дол) — владельческое село 1-го стана Дмитровского уезда Московской губернии по правую сторону Московско-Ярославского шоссе (из Ярославля в Москву), в 33 верстах от уездного города и 29 верстах от становой квартиры, при прудах и колодце, с 7 дворами и 43 жителями (20 мужчин, 23 женщины).
По данным на 1899 год — деревня Богословской волости Дмитровского уезда с 38 жителями.
В 1913 году — 8 дворов.
По материалам Всесоюзной переписи населения 1926 года — деревня Клиниковского сельсовета Софринской волости Сергиевского уезда Московской губернии в 2,1 км от Ярославского шоссе и 5,3 км от станции Софрино Северной железной дороги, проживало 46 жителей (17 мужчин, 29 женщин), насчитывалось 11 крестьянских хозяйств.
С 1929 года — населённый пункт в составе Пушкинского района Московского округа Московской области. Постановлением ЦИК и СНК от 23 июля 1930 года округа как административно-территориальные единицы были ликвидированы.
Административная принадлежность
1929—1930, 1934—1957 гг. — деревня Матюшинского сельсовета Пушкинского района.
1930—1934 гг. — деревня Матюшинского сельсовета Зелёного города.
1957—1959 гг. — деревня Матюшинского сельсовета Мытищинского района.
1959—1960 гг. — деревня Степаньковского сельсовета Мытищинского района.
1960—1962 гг. — деревня Ельдигинский сельсовета Калининградского района.
1962—1963, 1965—1994 гг. — деревня Ельдигинский сельсовета Пушкинского района.
1963—1965 гг. — деревня Ельдигинский сельсовета Мытищинского укрупнённого сельского района.
1994—2006 гг. — деревня Ельдигинский сельского округа Пушкинского района.
С 2006 года — деревня городского поселения Зеленоградский Пушкинского муниципального района Московской области.